# یومتیلا (اورگن)
یومتیلا (به انگلیسی: Umatilla) شهری در شهرستان یومتیلا ایالت اورگن است و در سرشماری سال ۲۰۱۱ میلادی، ۶٬۹۰۶ نفر جمعیت داشته که نسبت به سال ۲۰۱۰، ۱٫۰۷ درصد رشد جمعیت داشته‌است.

## موقعیت جغرافیایی
موقعیت جغرافیایی شهرها و مناطق اطراف به شرح زیر است: